# Air-France-Flug 343
Der Air-France-Flug 343 (Flugnummer: AF343, Funkrufzeichen: AIRFRANS 343) war ein internationaler und interkontinentaler Linienflug der Air France von Paris nach Abidjan mit planmäßigen Zwischenstopps in Dakar und Monrovia. Am 29. August 1960 stürzte die an diesem Tag eingesetzte Maschine des Typs Lockheed L-1649 am Ende des ersten Abschnitts dieses Fluges nach einem Fehlanflug vor Dakar in den Atlantischen Ozean, wobei alle 63 Insassen an Bord starben.

## Maschine
Bei der verunglückten Maschine handelte es sich um eine 1955 gebaute Lockheed L-1049G Super Constellation mit der Werknummer 4622. Die Maschine wurde am 9. Mai 1955 fabrikneu an die Air France ausgeliefert, bei welcher sie mit dem Luftfahrzeugkennzeichen F-BHBC in Betrieb ging. Das viermotorige Langstreckenflugzeug war mit vier luftgekühlten 18-Zylinder-Doppelsternmotoren vom Typ Curtiss-Wright R-3350 (972TC18DA13) ausgerüstet, die jeweils eine Leistung von 2500 PS (1838 kW) hatten. Bis zum Zeitpunkt des Unfalls hatte die Maschine 16.417 Betriebsstunden absolviert.

## Besatzung und Passagiere
Den Flug auf dem Flugabschnitt von Paris-Orly nach Dakar hatten 55 Passagiere angetreten, darunter der Schriftsteller David Diop und vier Säuglinge. Es befand sich eine achtköpfige Besatzung an Bord:
- Der 50-jährige Flugkapitän Lucien Boirre (* 9. April 1910) stammte aus Enghien-les-Bains. Er verfügte über Musterberechtigungen für die Flugzeugtypen Douglas DC-3, Douglas DC-4, Lockheed Constellation, Lockheed Super Constellation und Lockheed Starliner. Seine kumulierte Flugerfahrung belief sich auf 20.068 Stunden.
- Der 40-jährige Erste Offizier Jean Roze (* 21. Dezember 1919) stammte aus Villemomble. Er war im Besitz von Musterberechtigungen für die Flugzeugtypen Caudron C.449 und Douglas DC-3 im Rang des Flugkapitäns und für die Typen Douglas DC-4, Lockheed Constellation, Lockheed Super Constellation und Lockheed Starliner im Rang des Ersten Offiziers. Boirre verfügte über 7.192 Stunden Flugerfahrung.
- Der 56-jährige Bordfunker Eugène Schuller (* 25. August 1904) stammte aus Vanves. Er verfügte über 16.812 Stunden Flugerfahrung.
- Der 31-jährige Flugingenieur Jean-Camille Baty (* 28. November 1928) hatte bis zum Unfallzeitpunkt 7.612 Flugstunden abgeleistet.
- Der 34-jährige Flugingenieur Louis Meleder stammte aus Paray-Vieille-Poste. Er verfügte über 6.392 Stunden Flugerfahrung.
- Die 33-jährige Purserin Geneviève Sabourin (* 19. Dezember 1926) stammte aus Boulogne-Billancourt. Ihre kumulierte Dienstzeit auf Air-France-Flügen betrug bis zum Unfallzeitpunkt 5.370 Stunden.
- Der 30-jährige Flugbegleiter François Quiret (* 2. Januar 1930) stammte aus Paris. Er war bis zum Unfallzeitpunkt 3.216 Stunden auf Air-France-Flügen eingesetzt worden.
- Der 30-jährige Flugbegleiter Albert-Émile Guepratte (* 20. Januar 1930) stammte aus Montreuil. Er hatte bis zum Unfallzeitpunkt eine kumulierte Dienstzeit von 6.371 Stunden auf Flügen der Air France abgeleistet.

## Unfallhergang
Die Maschine näherte sich am Unfalltag vor Sonnenaufgang dem Flughafen Dakar-Yoff, um den herum 7/8 des Himmels mit Wolken bedeckt waren, die sich in einer Höhe von 2.000 bis 3.000 Fuß (610–910 Meter) befanden. Die Sichtverhältnisse änderten sich rasch und es gab Regen und Gewitter. Kapitän Boirre brach einen ersten Anflugversuch auf die Landebahn 01 ab. Ihm wurde ein ILS-gestützter Anflug auf Landebahn 30 angeboten, diesen lehnte er jedoch ab und flog stattdessen Warteschleifen, während er darauf hoffte, dass sich das Wetter und die Sicht verbessern würden. Kurz nach 06:41 Uhr wagte der Kapitän einen zweiten Landeanflug auf Landebahn 01, den er jedoch um 06:47 Uhr abermals abbrechen musste. Kurz nachdem der Flugsicherung von der Besatzung der Fehlanflug und eine Flughöhe von 1.000 Fuß (ca. 300 Meter) gemeldet worden war, flog die Maschine in eine Regenböe ein. Wenig später stürzte die Maschine mit einem steilen Nickwinkel und einem rechtswärtigen Rollwinkel eine Meile (ca. 1,6 Kilometer) vor der Küste und in 1,5 Meilen (ca. 2,4 Kilometer) Entfernung vom Leuchtturm Mammelles in den Atlantischen Ozean.

## Unfalluntersuchung
Die Maschine versank nach dem Unfall in 40 Metern Tiefe. Es wurde ein Bergungsversuch unternommen. Obwohl die Leichen fast aller Insassen aus dem Wrack geborgen werden konnten, wurden nur 20 Prozent der Wrackteile gehoben. Eine Reihe von möglichen Unfallursachen wurde in Erwägung gezogen, darunter ein Strukturversagen, ein durch Turbulenzen bedingter Kontrollverlust, eine Sinnestäuschung oder Unaufmerksamkeit auf Seiten der Flugbesatzung, ein Blitzschlag, eine fehlerhafte oder fehlerhaft abgelesene Höhen- oder Geschwindigkeitsanzeige. Die Unfallursache konnte letztlich nie ermittelt werden.